# Canonica d'Adda
Canonica d'Adda est une commune italienne de la province de Bergame dans la région Lombardie en Italie.

## Administration
| Période                                  | Période | Identité | Étiquette | Qualité |
| ---------------------------------------- | ------- | -------- | --------- | ------- |
|                                          |         |          |           |         |
| Les données manquantes sont à compléter. |         |          |           |         |

### Communes limitrophes
Brembate, Capriate San Gervasio, Fara Gera d'Adda, Pontirolo Nuovo, Vaprio d'Adda